# Curassanthura jamaicensis
Curassanthura jamaicensis är en kräftdjursart som beskrevs av Brian Frederick Kensley 1992. Curassanthura jamaicensis ingår i släktet Curassanthura och familjen Leptanthuridae. Inga underarter finns listade i Catalogue of Life.